# Sacha Lima
Sacha Lima (17 de agosto de 1981) é um jogador boliviano de futebol.

## Clubes
- 2000-2004: Jorge Wilstermann
- 2005: Real Potosí
- 2006-2007: Jorge Wilstermann